# Puymaurin (Haute-Garonne)
Pour les articles homonymes, voir Puymaurin.
Puymaurin (en occitan gascon Poumaourin) est une commune française située dans l'ouest du département de la Haute-Garonne en région Occitanie.
Sur le plan historique et culturel, la commune est dans le pays de Comminges, correspondant à l’ancien comté de Comminges, circonscription de la province de Gascogne située sur les départements actuels du Gers, de la Haute-Garonne, des Hautes-Pyrénées et de l'Ariège. Exposée à un climat océanique altéré, elle est drainée par la Gimone, la Gesse, le ruisseau de Larjo et par divers autres petits cours d'eau. La commune possède un patrimoine naturel remarquable composé de quatre zones naturelles d'intérêt écologique, faunistique et floristique.
Puymaurin est une commune rurale qui compte 310 habitants en 2022, après avoir connu un pic de population de 1 213 habitants en 1851. Elle fait partie de l'aire d'attraction de Toulouse. Ses habitants sont appelés les Puymaurinois ou  Puymaurinoises.

## Géographie

### Localisation
La commune de Puymaurin se trouve dans le département de la Haute-Garonne, en région Occitanie.
Elle se situe à 60 km à vol d'oiseau de Toulouse, préfecture du département, à 30 km de Saint-Gaudens, sous-préfecture, et à 32 km de Cazères, bureau centralisateur du canton de Cazères dont dépend la commune depuis 2015 pour les élections départementales.
La commune fait en outre partie du bassin de vie de L'Isle-en-Dodon.
Les communes les plus proches sont : 
Molas (3,2 km), Montesquieu-Guittaut (3,9 km), Anan (4,4 km), Saint-Ferréol-de-Comminges (4,4 km), Monbardon (4,6 km), Gaujan (5,3 km), Nénigan (5,3 km), L'Isle-en-Dodon (5,7 km).
Sur le plan historique et culturel, Puymaurin fait partie des collines gasconnes du Savès, délimitées au sud et à l'est par les reliefs plus marqués des collines du Comminges, annonciatrices de la chaîne des Pyrénées, qui se dévoile pleinement depuis les coteaux ou les vallées. Ce territoire s'organise autour de la large vallée de la Save, dont la confluence avec les autres vallées majeures que sont la Gesse et l’Aussoue, s'opère au nord,.
Puymaurin est limitrophe de neuf autres communes dont trois dans le département du Gers.
Les communes limitrophes sont Molas, Anan, L'Isle-en-Dodon, Montesquieu-Guittaut, Nénigan, Saint-Ferréol-de-Comminges, Gaujan et Cap d'Astarac.
| Gaujan (Gers)                   | Molas                      | L'Isle-en-Dodon      |
| Monbardon (Gers), Sarcos (Gers) | Puymaurin                  | Anan                 |
| Nénigan                         | Saint-Ferréol-de-Comminges | Montesquieu-Guittaut |

### Description physique
Puymaurin est situé sur la partie nord-ouest du de l'ex canton de L'Isle-en-Dodon, a pour limites au nord Molas, Gaujan, à l'ouest Montbardon et Sarcos, au sud Nénigan, Saint-Férréol, Montesquieu-Guitaut, Anan et l'Isle-en-Dondon. Son étendue est de 2224 hectares, la plus forte du canton.
La densité, en 2017, est de 14 habitants au kilomètre carré.
Le pays est très accidenté à la partie occidentale et à la partie méridionale ainsi qu'au centre. S'élèvent de nombreux coteaux bien accentués, dont la plupart s'enchantent d'une riche végétation et sont bien boisés.
À la partie méridionale, on y trouve de la pierre moellon, formée de carbone et de chaux. En fait de curiosité naturelle, Puymaurin n'offre rien de bien intéressant qui frappe l'imagination, ce que le visiteur admire, c'est la suite de ses paysages, sites pittoresques et ses points de vue remarquables par l'étendue de leur horizon et la variété de leur aspect.
L'altitude au point le plus bas est de 197 mètres pour 312 mètres au point culminant.
Le bourg lui-même, sur un piton, est ce que l'on appelle un village sentinelle.

### Hydrographie

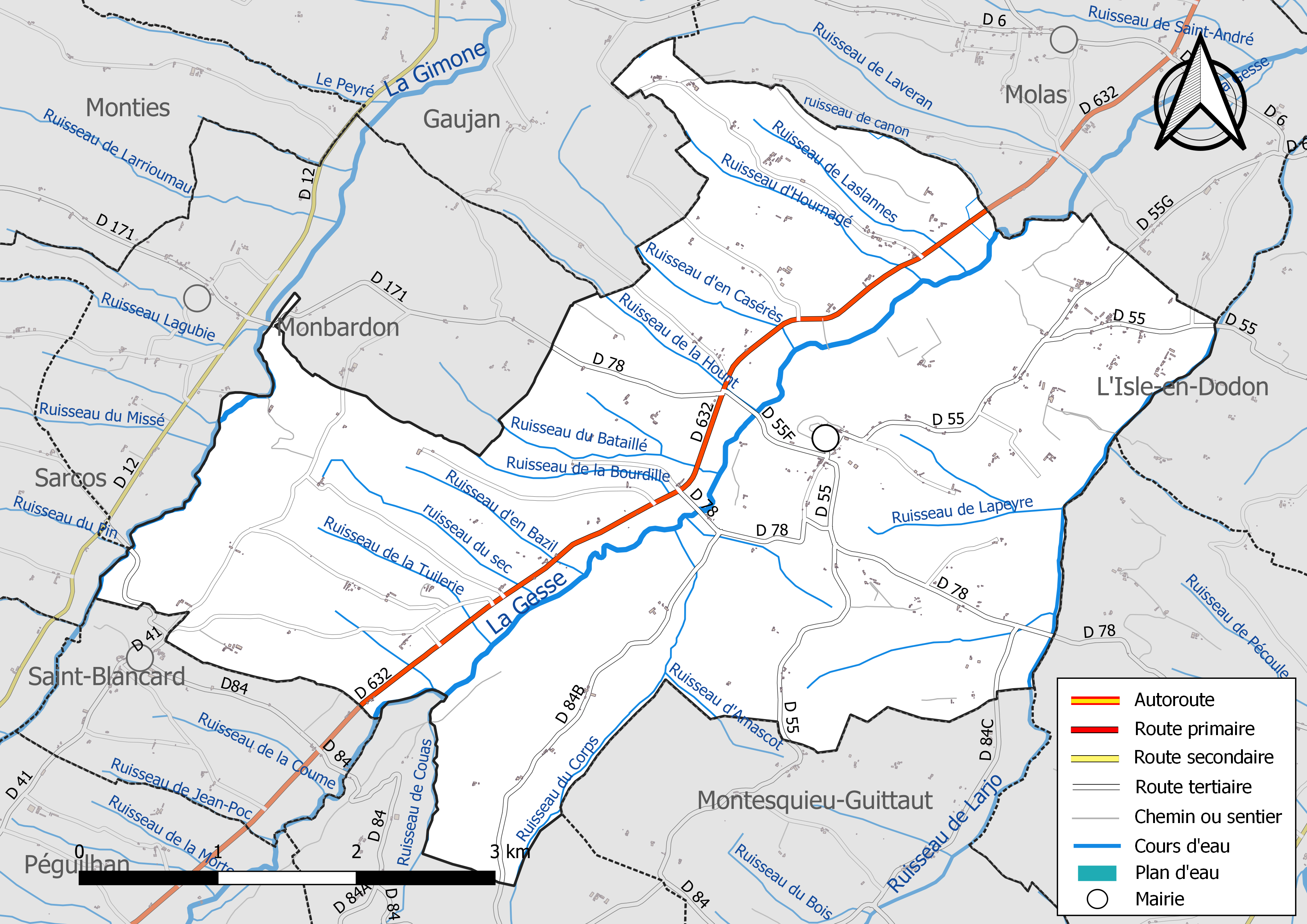
Réseaux hydrographique et routier de Puymaurin.

La commune est arrosée par la Gesse et son affluent le ruisseau de Larjo.
La rivière de la Gesse, qui couvre la vallée de ce nom, la traverse dans toute sa longueur. Sur ses rives s'étendent de belles plaines naturelles aussi remarquables par leur étendue que par leur fertilité. Elle a un débit considérable depuis surtout qu'elle se trouve alimentée par les eaux de la Neste. Ce cours d'eau est parfois sujet à débordements, mais pour que les eaux sortent de leur lit, il faut des pluies abondantes et continues durant plusieurs jours.
Le ruisseau de Larjo, qui arrose la partie Est du territoire de cette commune, est sujet à des crues subites dont la cause est attribuée à la petite étendue de son cours.

### Climat
Pour des articles plus généraux, voir Climat de l'Occitanie et Climat de la Haute-Garonne.
En 2010, le climat de la commune est de type climat océanique altéré, selon une étude s'appuyant sur une série de données couvrant la période 1971-2000. En 2020, Météo-France publie une typologie des climats de la France métropolitaine dans laquelle la commune est toujours exposée à un climat océanique altéré et est dans la région climatique Aquitaine, Gascogne, caractérisée par une pluviométrie abondante au printemps, modérée en automne, un faible ensoleillement au printemps, un été chaud (19,5 °C), des vents faibles, des brouillards fréquents en automne et en hiver et des orages fréquents en été (15 à 20 jours).
Pour la période 1971-2000, la température annuelle moyenne est de 13 °C, avec une amplitude thermique annuelle de 15,1 °C. Le cumul annuel moyen de précipitations est de 837 mm, avec 9,8 jours de précipitations en janvier et 6,1 jours en juillet. Pour la période 1991-2020, la température moyenne annuelle observée sur la station météorologique la plus proche, située sur la commune de Palaminy à 31 km à vol d'oiseau, est de 13,2 °C et le cumul annuel moyen de précipitations est de 715,2 mm,. Pour l'avenir, les paramètres climatiques de la commune estimés pour 2050 selon différents scénarios d'émission de gaz à effet de serre sont consultables sur un site dédié publié par Météo-France en novembre 2022.

### Milieux naturels et biodiversité

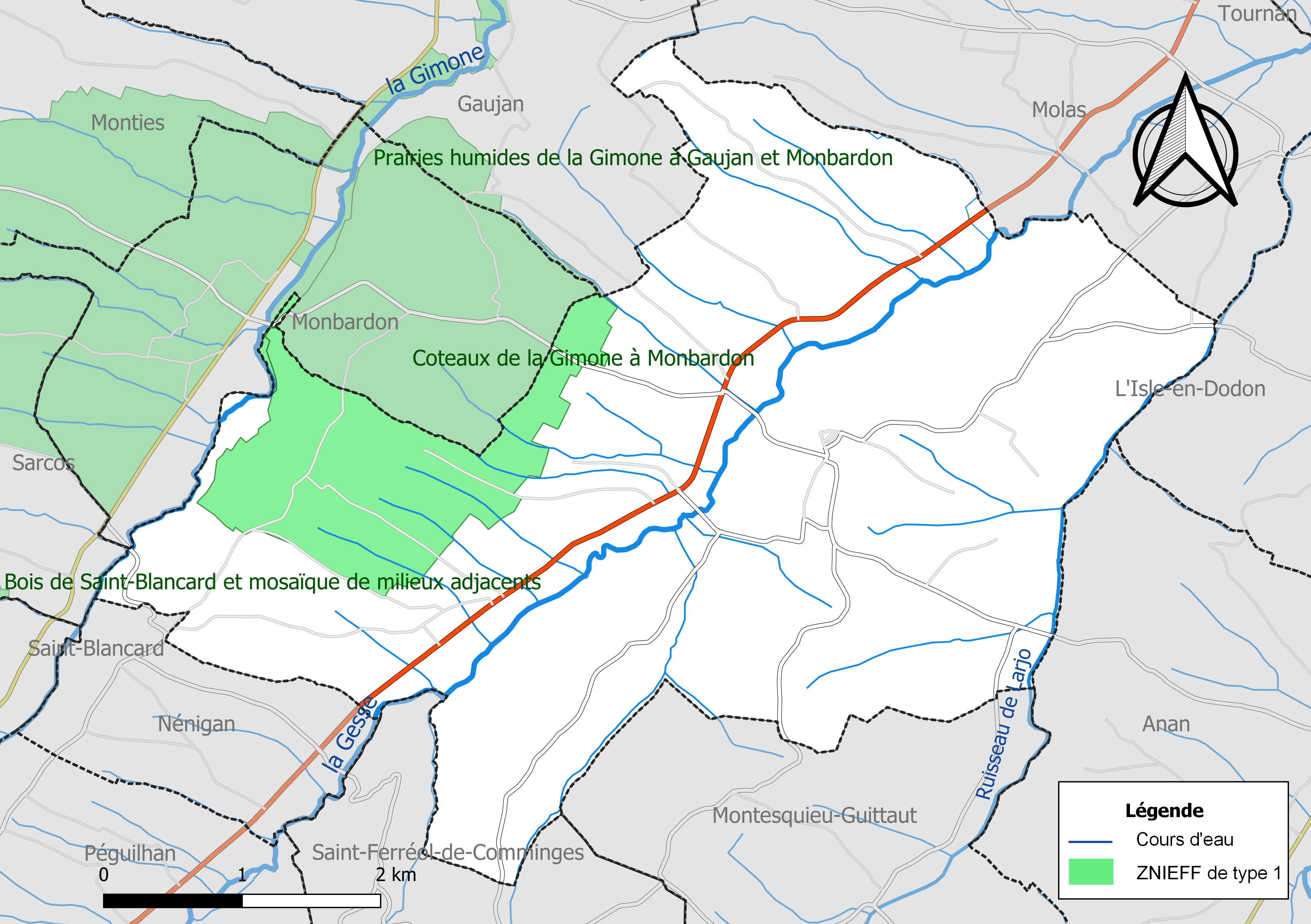
Carte des ZNIEFF de type 1 localisées sur la commune.

L’inventaire des zones naturelles d'intérêt écologique, faunistique et floristique (ZNIEFF) a pour objectif de réaliser une couverture des zones les plus intéressantes sur le plan écologique, essentiellement dans la perspective d’améliorer la connaissance du patrimoine naturel national et de fournir aux différents décideurs un outil d’aide à la prise en compte de l’environnement dans l’aménagement du territoire.
Deux ZNIEFF de type 1 sont recensées sur la commune :
les « coteaux de la Gimone à Monbardon » (1 177 ha), couvrant 5 communes dont une dans la Haute-Garonne et quatre dans le Gers et 
les « prairies humides de la Gimone à Gaujan et Monbardon » (52 ha), couvrant 3 communes dont une dans la Haute-Garonne et deux dans le Gers
et deux ZNIEFF de type 2, : 
- le « cours de la Gimone et de la Marcaoue » (3 085 ha), couvrant 60 communes dont cinq dans la Haute-Garonne, 37 dans le Gers, une dans les Hautes-Pyrénées et 17 dans le Tarn-et-Garonne[17] ;
- l'« ensemble de bois et bosquets de Montesquieu-Guittaut » (1 596 ha), couvrant 7 communes du département[18].

## Urbanisme

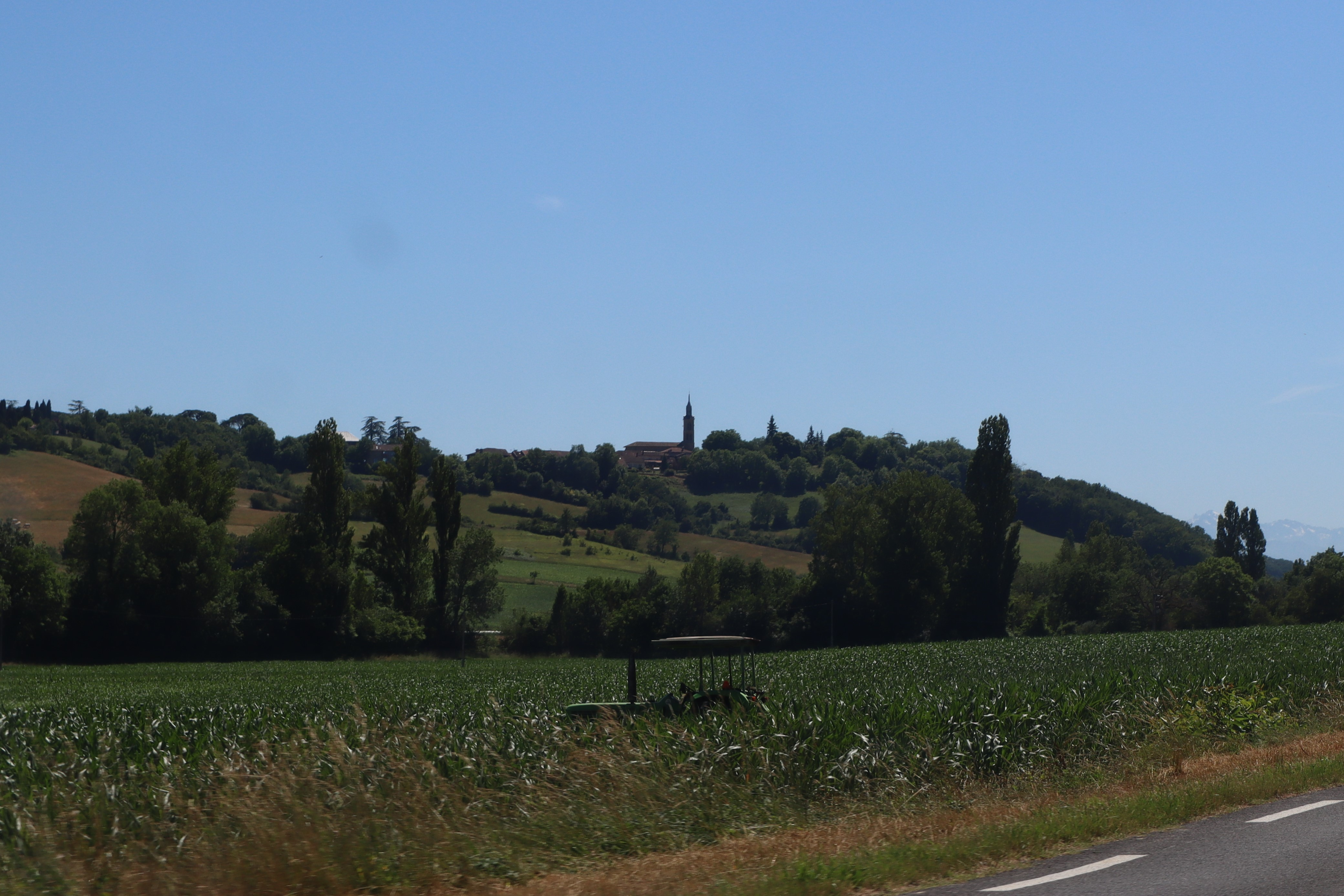
Le village vu depuis la D632. La commune s'inscrit dans un cadre rural.

### Typologie
Au 1er janvier 2024, Puymaurin est catégorisée commune rurale à habitat très dispersé, selon la nouvelle grille communale de densité à sept niveaux définie par l'Insee en 2022.
Elle est située hors unité urbaine. Par ailleurs la commune fait partie de l'aire d'attraction de Toulouse, dont elle est une commune de la couronne,. Cette aire, qui regroupe 527 communes, est catégorisée dans les aires de 700 000 habitants ou plus (hors Paris),.

### Occupation des sols
L'occupation des sols de la commune, telle qu'elle ressort de la base de données européenne d’occupation biophysique des sols Corine Land Cover (CLC), est marquée par l'importance des territoires agricoles (86 % en 2018), une proportion identique à celle de 1990 (86 %). La répartition détaillée en 2018 est la suivante : 
terres arables (36,8 %), zones agricoles hétérogènes (33,8 %), prairies (15,4 %), forêts (14 %). L'évolution de l’occupation des sols de la commune et de ses infrastructures peut être observée sur les différentes représentations cartographiques du territoire : la carte de Cassini (XVIIIe siècle), la carte d'état-major (1820-1866) et les cartes ou photos aériennes de l'IGN pour la période actuelle (1950 à aujourd'hui).

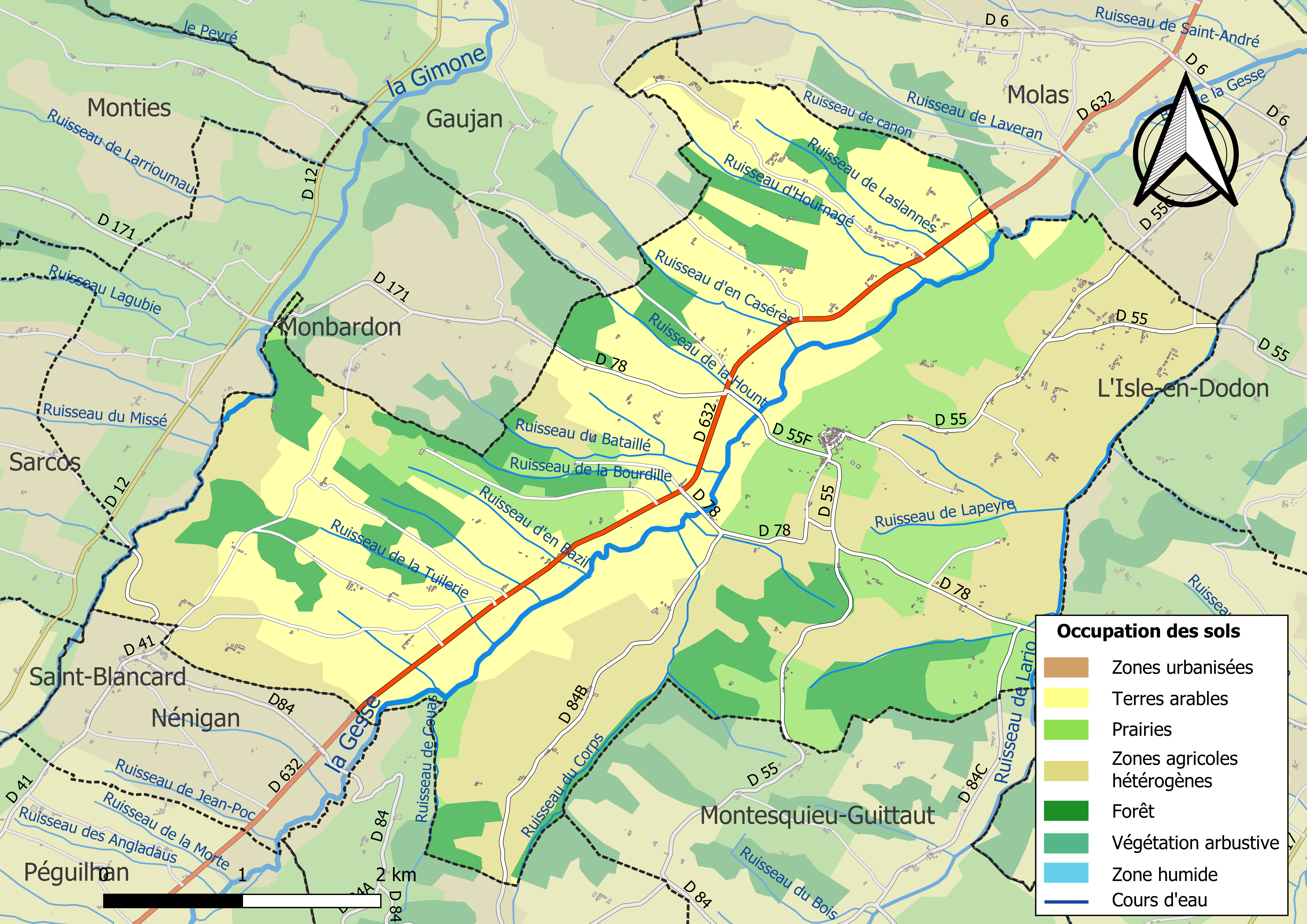
Carte des infrastructures et de l'occupation des sols de la commune en 2018 (CLC).

### Voies de communication et transports
Accès par l'ancienne route nationale 632, entre Boulogne-sur-Gesse et Lombez, département du Gers et la ligne régulière de transport interurbain du réseau Arc-en-ciel (anciennement SEMVAT). Voir aussi l'ancienne ligne de Toulouse à Boulogne-sur-Gesse.

### Risques majeurs
Le territoire de la commune de Puymaurin est vulnérable à différents aléas naturels : météorologiques (tempête, orage, neige, grand froid, canicule ou sécheresse), inondations et séisme (sismicité faible). Il est également exposé à un risque technologique, la rupture d'un barrage. Un site publié par le BRGM permet d'évaluer simplement et rapidement les risques d'un bien localisé soit par son adresse soit par le numéro de sa parcelle.

#### Risques naturels
Certaines parties du territoire communal sont susceptibles d’être affectées par le risque d’inondation par débordement de cours d'eau, notamment la Gesse et le ruisseau de Larjo. La commune a été reconnue en état de catastrophe naturelle au titre des dommages causés par les inondations et coulées de boue survenues en 1982, 1999, 2008, 2009 et 2012,.

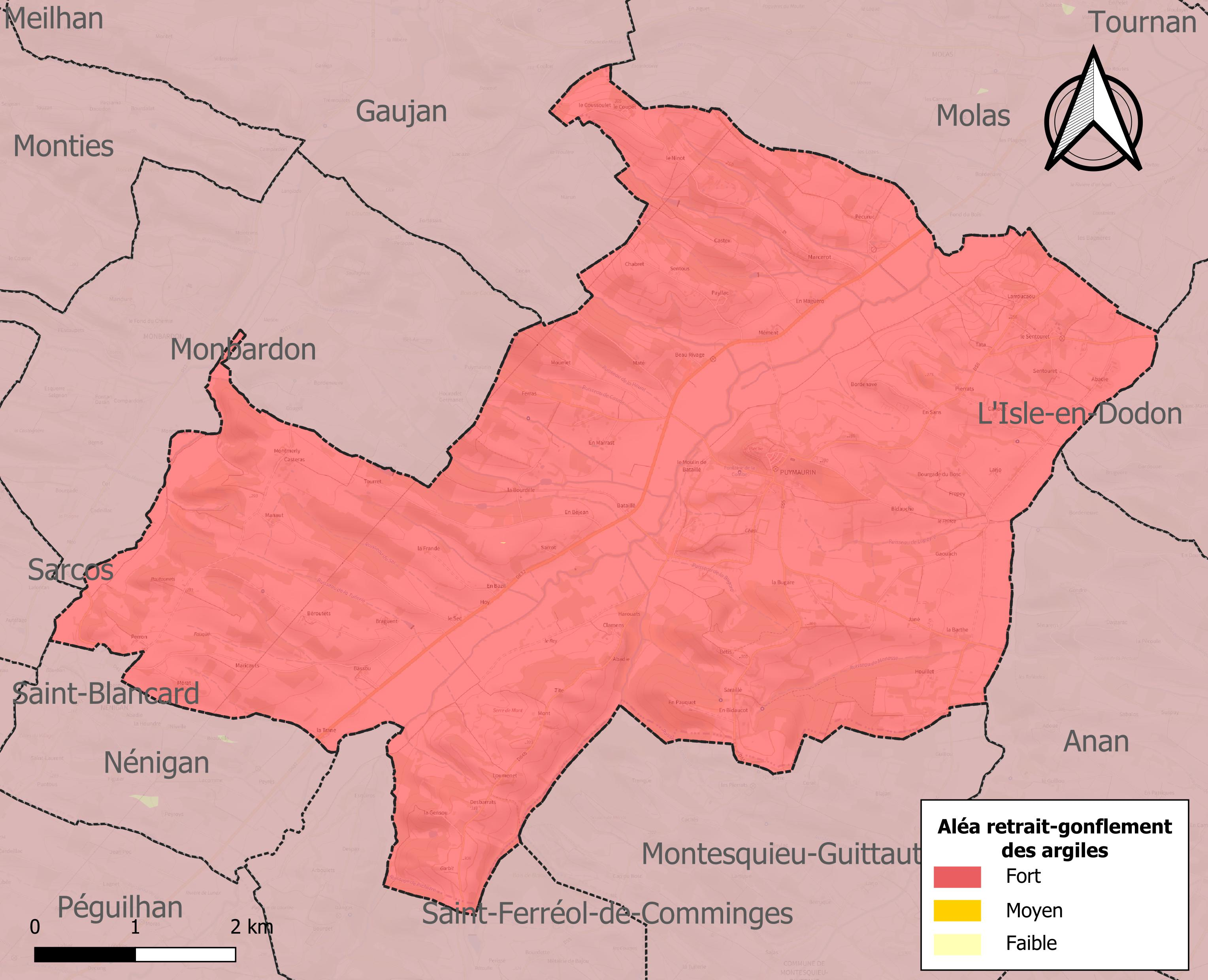
Carte des zones d'aléa retrait-gonflement des sols argileux de Puymaurin.

Le retrait-gonflement des sols argileux est susceptible d'engendrer des dommages importants aux bâtiments en cas d’alternance de périodes de sécheresse et de pluie. La totalité de la commune est en aléa moyen ou fort (88,8 % au niveau départemental et 48,5 % au niveau national). Sur les 192 bâtiments dénombrés sur la commune en 2019, 192 sont en aléa moyen ou fort, soit 100 %, à comparer aux 98 % au niveau départemental et 54 % au niveau national. Une cartographie de l'exposition du territoire national au retrait gonflement des sols argileux est disponible sur le site du BRGM,.
Par ailleurs, afin de mieux appréhender le risque d’affaissement de terrain, l'inventaire national des cavités souterraines permet de localiser celles situées sur la commune.
Concernant les mouvements de terrains, la commune a été reconnue en état de catastrophe naturelle au titre des dommages causés par la sécheresse en 1989, 1993, 2002 et 2012 et par des mouvements de terrain en 1999.

#### Risques technologiques
La commune est en outre située en aval du barrage de Lunax sur la Gimone (départements de la Haute-Garonne et du Gers). À ce titre elle est susceptible d’être touchée par l’onde de submersion consécutive à la rupture de cet ouvrage.

## Toponymie
Du mot "puy", qui désigne une éminence, la suite du nom pouvant signifier "de couleur noire".En effet, la colline sur laquelle est édifié le village de Puymaurin est boisée ce qui,vu depuis la vallée de la Gesse lui donne une couleur sombre.
L'opinion populaire attribue aux Maures la fondation de localités ayant la terminaison de Maurin, comme Montmaurin. L'étymologie du nom Puymaurin viendrait "d'élévation maure, séjour des maures". Lors de l'invasion de la Gaule par les arabes, Puymaurin aurait été le théâtre de plusieurs combats. La tradition a conservé le nom des lieux où les collisions auraient eu lieu, tels Bataillé, Malaterre. Il est probable, en effet, que les Sarrasins ont séjourné dans le pays où ils ont fait des soldats martyrs comme Saint Ferréol et Saint Laurent mais aussi des héros locaux: un jeune légionnaire Saint Fragulphe (Frajou) et un religieux Saint Sabin.

## Histoire

### Introduction historique
L'ancienne Gaule avait été divisée par l'empereur Auguste en quatre provinces :
- Gaule narbonnaise ;
- Aquitaine ;
- Gaule lyonnaise ;
- Belgique.

Nos ancêtres habitaient l'Aquitaine qui avait pour limites la Garonne, les Pyrénées et la mer. Les historiens s'accordent à dire que ces peuples étaient un mélange de Celtes et d'Ibères; et Strabon (géographie grec 58 av. J.-C. 21 ou 25 ap. JC) nous les montre plus semblables aux Espagnols qu'aux Gaulois. Il cite la tribu des Convènes groupée autour d'un bourg appelé Lugdunum Cinvenarum, Lyon de Convènes ou Comminges.
Lorsque le royaume des Francs fut divisé en provinces, le Comminges fit partie de la Gascogne.

### Baronnie de Puymaurin (Podium Maurinum)
Des historiens veulent que Puymaurin soit une bastide fondée au XIIe ou XIIIe siècle par un seigneur du nom de Maurin, nom très répandu à cette époque.
La ville se développe sur une éminence, elle est bien percée, les rues sont larges et assez régulières, aboutissant à des portes. Au centre se trouve la place avec une halle en brique qui a remplacé l'ancienne construite en bois de chêne (achevée vraisemblablement en 1894 comme l'indique la plaque sur l'entrée de la mairie).
Une rue couverte, la rue des Embans, abritait les marchands; des portes des ponts-levis fermaient la ville; enfin, tout à côté de l'église, au point culminant, se dressait, selon la légende, la forteresse, bâtie sur une sorte de promontoire appelé encore aujourd'hui le château ou le Pléch. Ce sont les vestiges des fondations et la configuration des lieux qui font apparaître une dépression dans le terrain, indiquant d'une manière sensible le tracé des fossés de défense, et du pont-levis ainsi que le chemin de ronde.
Quelques maisons conservent leur caractère ancien avec leurs murs en bois et torchis. Parmi les constructions récentes (1870) on peut et l'on doit citer la maison de Dougnac de Saint-Martin, habitation dont la dénomination de château conviendrait mieux, sous tous les rapports.
Placée sur un point culminant qui lui assure une perspective étendue, cette demeure, récemment restaurée, accueille actuellement un hôtel-restaurant.
Une légende voudrait aussi que la ville de Puymaurin s'étendit primitivement du village actuel jusqu'à la route de Lombez à Boulogne, à un endroit qu'on appelle la Gleyzasse; et à ce sujet on ne manque pas de raconter l'histoire du chat parcourant, sans toucher la terre, les toits de cette cité fabuleuse.
Le 10 février 1587 la place forte fut prise par les huguenots. Moyennant la somme de 3 000 écus, les huguenots promirent d'évacuer la place, le paiement devant s'effectuer à Caumont. Le 20 avril, les délégués se mettaient en route emportant en deux sacs les écus sacrifiés aux exigences huguenotes.
Dans la vallée de la Gesse, à l'ouest du village on trouve le lieudit Batailhè ou bataillè qui serait le site d'un combat des guerres de Religion que monsieur Souriac évoque dans l'ouvrage Comminges et Nébouzan publié en 1984 par La Société Nouvelle d'Éditions Régionales et de Diffusion. En fait, selon les archives étudiées par M.Souriac, les Huguenots (protestants) venus de l'Isle-Jourdain et commandés par le vicomte de Larboust et le sieur de Sus (seigneur béarnais allié à la famille seigneuriale de Taurignan dans la chatellenie de Salies) auraient pris la place de Puymaurin par surprise dans la nuit du mardi gras de 1587 (10 février). Le problème est aussitôt évoqué par l'assemblée générale des États du Comminges réunie à Aurignac les 20 et 21 février 1587. Le procès-verbal de cette séance mentionne que le seigneur de la Ylhère, syndic de la noblesse, a pris la parole avec fermeté, jugez : On les doibt forcer et assieger aussitôt que sera possible, sans les prendre à composition quoi qu'il en coute. Le Tiers État se serait rangé à la position de la noblesse et les États du Comminges auraient décidé  de lever 1 200 arquebusiers et soldats, on aurait même décidé d'aller louer 2 pièces de canon à Toulouse.
Cependant le vicomte de Larboust avait proposé de vuyder les lieux moyennant 6 000 écus. Les États de Comminges, dans un premier temps refusent la transaction. Pourtant, lors de l'assemblée tenue à Salies les 4 et 5 avril 1587, le baron de Montberaud est chargé de recevoir la place que les Huguenots ont rendue moyennant 3 000 écus.
Au-delà de ces faits, publiés par René Souriac en 1984, des fouilles archéologiques plus récentes effectuées à Saint-Ferréol ont permis de découvrir des squelettes enterrés avec des pièces béarnaises donc qui pourraient provenir des protestants tués au cours de cette période en février-mars 1587.

## Politique et administration

### Administration municipale
Le nombre d'habitants au recensement de 2011 étant compris entre 100 et 499, le nombre de membres du conseil municipal pour l'élection de 2014 est de onze,.

### Rattachements administratifs et électoraux
Commune faisant partie de la huitième circonscription de la Haute-Garonne, de la communauté de communes Cœur et Coteaux du Comminges et du canton de Cazères (avant le redécoupage départemental de 2014, Puymaurin faisait partie de l'ex-canton de L'Isle-en-Dodon et avant le 1er janvier 2017, de la communauté de communes des Portes du Comminges).

### Liste des maires
| Période                                  | Période   | Identité        | Étiquette | Qualité                    |
| ---------------------------------------- | --------- | --------------- | --------- | -------------------------- |
| mars 2001                                | mars 2014 | Maryse Casanova | PS        |                            |
| mars 2014                                | En cours  | Valentin Biason | SE        | Retraité Fonction publique |
| Les données manquantes sont à compléter. |           |                 |           |                            |

## Population et société

### Démographie
L'évolution du nombre d'habitants est connue à travers les recensements de la population effectués dans la commune depuis 1793. Pour les communes de moins de 10 000 habitants, une enquête de recensement portant sur toute la population est réalisée tous les cinq ans, les populations de référence des années intermédiaires étant quant à elles estimées par interpolation ou extrapolation. Pour la commune, le premier recensement exhaustif entrant dans le cadre du nouveau dispositif a été réalisé en 2006.

En 2022, la commune comptait 310 habitants, en évolution de +2,65 % par rapport à 2016 (Haute-Garonne : +8,02 %, France hors Mayotte : +2,11 %).
| 1793 | 1800 | 1806 | 1821  | 1831  | 1836  | 1841  | 1846  | 1851  |
| ---- | ---- | ---- | ----- | ----- | ----- | ----- | ----- | ----- |
| 941  | 926  | 994  | 1 050 | 1 130 | 1 188 | 1 196 | 1 164 | 1 213 |

| 1856  | 1861  | 1866  | 1872 | 1876  | 1881  | 1886 | 1891 | 1896 |
| ----- | ----- | ----- | ---- | ----- | ----- | ---- | ---- | ---- |
| 1 153 | 1 150 | 1 089 | 997  | 1 041 | 1 046 | 998  | 919  | 922  |

| 1901 | 1906 | 1911 | 1921 | 1926 | 1931 | 1936 | 1946 | 1954 |
| ---- | ---- | ---- | ---- | ---- | ---- | ---- | ---- | ---- |
| 870  | 843  | 783  | 712  | 697  | 605  | 570  | 598  | 515  |

| 1962 | 1968 | 1975 | 1982 | 1990 | 1999 | 2006 | 2011 | 2016 |
| ---- | ---- | ---- | ---- | ---- | ---- | ---- | ---- | ---- |
| 480  | 408  | 380  | 365  | 321  | 297  | 293  | 302  | 302  |

| 2021 | 2022 | - | - | - | - | - | - | - |
| ---- | ---- | - | - | - | - | - | - | - |
| 304  | 310  | - | - | - | - | - | - | - |

| selon la population municipale des années : | 1968 | 1975 | 1982 | 1990 | 1999 | 2006 | 2009 | 2013 |
| Rang de la commune dans le département      | 192  | 196  | 209  | 266  | 279  | 304  | 312  | 319  |
| Nombre de communes du département           | 592  | 582  | 586  | 588  | 588  | 588  | 589  | 589  |

### Enseignement
Puymaurin fait partie de l'académie de Toulouse.

## Économie

### Revenus
En 2018  (données Insee publiées en septembre 2021), la commune compte 140 ménages fiscaux, regroupant 293 personnes. La médiane du revenu disponible par unité de consommation est de 18 420 € (23 140 € dans le département).

### Emploi
|                | 2008  | 2013  | 2018  |
| -------------- | ----- | ----- | ----- |
| Commune        | 5,6 % | 8,7 % | 6,1 % |
| Département    | 7,7 % | 9,6 % | 9,3 % |
| France entière | 8,3 % | 10 %  | 10 %  |

En 2018, la population âgée de 15 à 64 ans s'élève à 167 personnes, parmi lesquelles on compte 74,3 % d'actifs (68,2 % ayant un emploi et 6,1 % de chômeurs) et 25,7 % d'inactifs,. Depuis 2008, le taux de chômage communal (au sens du recensement) des 15-64 ans est inférieur à celui de la France et du département.
La commune fait partie de la couronne de l'aire d'attraction de Toulouse, du fait qu'au moins 15 % des actifs travaillent dans le pôle,. Elle compte 43 emplois en 2018, contre 39 en 2013 et 46 en 2008. Le nombre d'actifs ayant un emploi résidant dans la commune est de 115, soit un indicateur de concentration d'emploi de 37,3 % et un taux d'activité parmi les 15 ans ou plus de 47,4 %.
Sur ces 115 actifs de 15 ans ou plus ayant un emploi, 31 travaillent dans la commune, soit 27 % des habitants. Pour se rendre au travail, 80,2 % des habitants utilisent un véhicule personnel ou de fonction à quatre roues, 0,7 % les transports en commun, 1,7 % s'y rendent en deux-roues, à vélo ou à pied et 17,4 % n'ont pas besoin de transport (travail au domicile).

### Activités hors agriculture
16 établissements sont implantés  à Puymaurin au 31 décembre 2019.
Le secteur de la construction est prépondérant sur la commune puisqu'il représente 43,8 % du nombre total d'établissements de la commune (7 sur les 16 entreprises implantées  à Puymaurin), contre 12 % au niveau départemental.

### Agriculture
La commune est dans les « Coteaux de Gascogne », une petite région agricole occupant une partie ouest du département de la Haute-Garonne, constitué d'un relief de cuestas et de vallées peu profondes, creusés par les rivières issues du massif pyrénéen, avec une activité de polyculture et d’élevage. En 2020, l'orientation technico-économique de l'agriculture  sur la commune est la polyculture et/ou le polyélevage.
|               | 1988  | 2000  | 2010  | 2020  |
| ------------- | ----- | ----- | ----- | ----- |
| Exploitations | 56    | 43    | 33    | 29    |
| SAU (ha)      | 1 503 | 1 401 | 1 298 | 1 579 |

Le nombre d'exploitations agricoles en activité et ayant leur siège dans la commune est passé de 56 lors du recensement agricole de 1988  à 43 en 2000 puis à 33 en 2010 et enfin à 29 en 2020, soit une baisse de 48 % en 32 ans. Le même mouvement est observé à l'échelle du département qui a perdu pendant cette période 57 % de ses exploitations,. La surface agricole utilisée sur la commune a quant à elle augmenté, passant de 1 503 ha en 1988 à 1 579 ha en 2020. Parallèlement la surface agricole utilisée moyenne par exploitation a augmenté, passant de 27 à 54 ha.

## Culture locale et patrimoine

### Lieux et monuments
- Église Saint-Pierre-aux-Liens (XIVe et XVe siècle).
- Statue en stuc de saint Jean-Baptiste (XVIe siècle).
- Piet en pierres.
- Panneau en bois doré (XVIIe siècle).
- Chapelle Sainte-Germaine devenu une bibliothèque[41].
- Mairie en brique (XXe siècle).
- Maisons à colombages (XVIe siècle).
- Point de vue sur la vallée de la Gesse, les coteaux de Gascogne et la chaîne pyrénéenne, lieu-dit le Plech (plus affectueusement la Sapinette).
- Le Château de Puymaurin (mis en vente pour 180 000 Euros.)

### Personnalités liées à la commune
- Antoine Charlas
- Jean-Pierre Marcassus de Puymaurin

## Vie locale

### Culture
- Bibliothèque

### Loisirs
- Fête locale : 1er dimanche de juillet (sur 4 jours)
- Salle des fêtes classée (192 personnes avec cuisine pour traiteur)
- Trois gîtes (label Gîtes de France)

### Sports
- Stade Hubert-Décap (inauguré en 2006), domicile des clubs "Les Espoirs puymaurinois" (football) et "La Boule puymaurinoise" (pétanque)
- Circuits de randonnées balisés

## Héraldique
| Blason de Puymaurin | Blason  | De gueules à deux clés d'or passées en sautoir et liées d'une chaîne du même, accompagnées de quatre otelles d'argent, adossées 2 à 2 et posées en sautoir; au chef d'argent chargé de deux burelles ondées d'azur et d'un sanglier passant de sable brochant sur les burelles; le tout dans une bordure crénelée de sinople. |
| Blason de Puymaurin | Détails | Blason sur l'application PanneauPocket, 2025. Auteur(s)J.-F. Binon |

## Pour approfondir

#### Site de l'Insee
1. 1 2 3 4 5  Insee, « Métadonnées de la commune de Puymaurin (Haute-Garonne) ».
2. ↑  « La grille communale de densité », sur insee,fr, 28 mai 2024 (consulté le 27 juin 2024).
3. ↑  « Liste des communes composant l'aire d'attraction de Toulouse », sur insee.fr (consulté le 27 juin 2024).
4. ↑  Marie-Pierre de Bellefon, Pascal Eusebio, Jocelyn Forest, Olivier Pégaz-Blanc et Raymond Warnod (Insee), « En France, neuf personnes sur dix vivent dans l’aire d’attraction d’une ville », sur insee.fr, 21 octobre 2020 (consulté le 27 juin 2024).
5. ↑  « REV T1 - Ménages fiscaux de l'année 2018 à Puymaurin » (consulté le 2 février 2022).
6. ↑  « REV T1 - Ménages fiscaux de l'année 2018 dans la Haute-Garonne » (consulté le 2 février 2022).
7. 1 2  « Emp T1 - Population de 15 à 64 ans par type d'activité en 2018 à Puymaurin » (consulté le 2 février 2022).
8. ↑  « Emp T1 - Population de 15 à 64 ans par type d'activité en 2018 dans la Haute-Garonne » (consulté le 2 février 2022).
9. ↑  « Emp T1 - Population de 15 à 64 ans par type d'activité en 2018 dans la France entière » (consulté le 2 février 2022).
10. ↑  « Base des aires d'attraction des villes 2020 », sur site de l'Insee (consulté le 10 avril 2021).
11. ↑  « Emp T5 - Emploi et activité en 2018 à Puymaurin » (consulté le 2 février 2022).
12. ↑  « ACT T4 - Lieu de travail des actifs de 15 ans ou plus ayant un emploi qui résident dans la commune en 2018 » (consulté le 2 février 2022).
13. ↑  « ACT G2 - Part des moyens de transport utilisés pour se rendre au travail en 2018 » (consulté le 2 février 2022).
14. ↑  « DEN T5 - Nombre d'établissements par secteur d'activité au 31 décembre 2019 à Puymaurin » (consulté le 12 février 2022).
15. ↑  « DEN T5 - Nombre d'établissements par secteur d'activité au 31 décembre 2019 dans la Haute-Garonne » (consulté le 12 février 2022).

#### Autres sources
1. ↑  Stephan Georg, « Distance entre Puymaurin et Toulouse », sur fr.distance.to (consulté le 24 août 2021).
2. ↑  Stephan Georg, « Distance entre Puymaurin et Saint-Gaudens », sur fr.distance.to (consulté le 24 août 2021).
3. ↑  
Stephan Georg, « Distance entre Puymaurin et Cazères », sur fr.distance.to (consulté le 24 août 2021).
4. ↑  « Communes les plus proches de Puymaurin », sur villorama.com (consulté le 24 août 2021).
5. ↑  « Les Collines gasconnes du Savès », sur paysages.haute-garonne.fr (consulté le 24 août 2021).
6. ↑  Frédéric Zégierman, Le guide des pays de France - Sud, Paris, Fayard, avril 1999 (ISBN 2-213-59961-0), p. 369-370.
7. ↑  Carte IGN sous Géoportail
8. 1 2  Daniel Joly, Thierry Brossard, Hervé Cardot, Jean Cavailhes, Mohamed Hilal et Pierre Wavresky, « Les types de climats en France, une construction spatiale », Cybergéo, revue européenne de géographie - European Journal of Geography, no 501,‎ 18 juin 2010 (DOI 10.4000/cybergeo.23155, lire en ligne, consulté le 21 novembre 2023)
9. ↑  « Zonages climatiques en France métropolitaine. », sur pluiesextremes.meteo.fr (consulté le 21 novembre 2023).
10. ↑  « Orthodromie entre Puymaurin et Palaminy », sur fr.distance.to (consulté le 21 novembre 2023).
11. ↑  « Station Météo-France « Palaminy » (commune de Palaminy) - fiche climatologique - période 1991-2020 », sur donneespubliques.meteofrance.fr (consulté le 21 novembre 2023).
12. ↑  « Station Météo-France « Palaminy » (commune de Palaminy) - fiche de métadonnées. », sur donneespubliques.meteofrance.fr (consulté le 21 novembre 2023).
13. ↑  « Climadiag Commune : diagnostiquez les enjeux climatiques de votre collectivité. », sur meteofrance.fr, novembre 2022 (consulté le 21 novembre 2023).
14. 1 2  « Liste des ZNIEFF de la commune de Puymaurin », sur le site de l'Inventaire national du patrimoine naturel (consulté le 29 août 2021).
15. ↑  « ZNIEFF les « coteaux de la Gimone à Monbardon » - fiche descriptive », sur le site de l'inventaire national du patrimoine naturel (consulté le 29 août 2021).
16. ↑  « ZNIEFF les « prairies humides de la Gimone à Gaujan et Monbardon » - fiche descriptive », sur le site de l'inventaire national du patrimoine naturel (consulté le 29 août 2021).
17. ↑  « ZNIEFF le « cours de la Gimone et de la Marcaoue » - fiche descriptive », sur le site de l'inventaire national du patrimoine naturel (consulté le 29 août 2021).
18. ↑  « ZNIEFF l'« ensemble de bois et bosquets de Montesquieu-Guittaut » - fiche descriptive », sur le site de l'inventaire national du patrimoine naturel (consulté le 29 août 2021).
19. ↑  « CORINE Land Cover (CLC) - Répartition des superficies en 15 postes d'occupation des sols (métropole). », sur le site des données et études statistiques du ministère de la Transition écologique. (consulté le 14 avril 2021).
20. 1 2 3  « Les risques près de chez moi - commune de Puymaurin », sur Géorisques (consulté le 17 octobre 2022).
21. ↑  BRGM, « Évaluez simplement et rapidement les risques de votre bien », sur Géorisques (consulté le 10 septembre 2022).
22. ↑  « Dossier départemental des risques majeurs dans la Haute-Garonne », sur haute-garonne.gouv.fr (consulté le 10 septembre 2022), partie 1 -  chapitre Risque inondation.
23. ↑  « Retrait-gonflement des argiles », sur le site de l'observatoire national des risques naturels (consulté le 10 septembre 2022).
24. ↑  « Liste des cavités souterraines localisées sur la commune de Puymaurin », sur georisques.gouv.fr (consulté le 10 septembre 2022).
25. ↑  « Dossier départemental des risques majeurs dans la Haute-Garonne », sur haute-garonne.gouv.fr (consulté le 10 septembre 2022), chapitre Risque rupture de barrage.
26. ↑  De très nombreux patronymes ont été formés directement sur le nom des Maures. Le premier, Moreau est l'un des plus répandus. Ces voisins sont très nombreux à énumérer: More, Moret, Morey, Moray, Maureau, Maureaux, Maurel, Maurelle, Morel, Morot, Morand (t), Moirand, Morillon, Morlet, Morlon, Morlon, Mornet, Moureu, Moureau (x), Maurin, Morin, Maury, Mory. On trouve encore Lamort, Lamorlette et d'autres matronymes comme Morette, Maurette...
27. ↑  art L. 2121-2 du code général des collectivités territoriales.
28. ↑  « Résultats des élections municipales et communautaires 2014 », sur interieur.gouv.fr (consulté le 14 septembre 2020).
29. ↑  L'organisation du recensement, sur insee.fr.
30. ↑  Calendrier départemental des recensements, sur insee.fr.
31. ↑  Des villages de Cassini aux communes d'aujourd'hui sur le site de l'École des hautes études en sciences sociales.
32. ↑  Fiches Insee - Populations de référence de la commune pour les années 2006, 2007, 2008, 2009, 2010, 2011, 2012, 2013, 2014, 2015, 2016, 2017, 2018, 2019, 2020, 2021 et 2022.
33. 1 2 3 4 5  INSEE, « Population selon le sexe et l'âge quinquennal de 1968 à 2012 (1990 à 2012 pour les DOM) », sur insee.fr, 15 octobre 2015 (consulté le 10 janvier 2016).
34. ↑  INSEE, « Populations légales 2006 des départements et des collectivités d'outre-mer », sur insee.fr, 1er janvier 2009 (consulté le 8 janvier 2016).
35. ↑  INSEE, « Populations légales 2009 des départements et des collectivités d'outre-mer », sur insee.fr, 1er janvier 2012 (consulté le 8 janvier 2016).
36. ↑  INSEE, « Populations légales 2013 des départements et des collectivités d'outre-mer », sur insee.fr, 1er janvier 2016 (consulté le 8 janvier 2016).
37. ↑  « Les régions agricoles (RA), petites régions agricoles(PRA) - Année de référence : 2017 », sur agreste.agriculture.gouv.fr (consulté le 12 février 2022).
38. ↑  Présentation des premiers résultats du recensement agricole 2020, Ministère de l’agriculture et de l’alimentation, 10 décembre 2021
39. 1 2  « Fiche de recensement agricole - Exploitations ayant leur siège dans la commune de Puymaurin - Données générales », sur recensement-agricole.agriculture.gouv.fr (consulté le 12 février 2022).
40. ↑  « Fiche de recensement agricole - Exploitations ayant leur siège dans le département de la Haute-Garonne » (consulté le 12 février 2022).
41. ↑  « Puymaurin. Des livres en libre service à la mairie », sur ladepeche.fr (consulté le 6 mai 2020).
42. ↑  Armorial de France, p. 21024